# Ейно Лейно
Ейно Лейно (фін. Eino Leino; 6 липня 1878, Палтамо, Кайнуу — 10 січня 1926, Туусула, Уусімаа) — фінський поет і журналіст, один з піонерів фінської поезії, чільний представник неоромантизму у фінській літературі. Його вірші поєднують сучасні і фінські народні елементи. Стиль більшої частини його робот це — Калевала та народні пісні. Природа, кохання і розпач — переважні теми його творів. Роботи Лейно популярні і нині, фіни залюбки їх читають.

## З життя і творчості

### Дитинство, юність
При народженні отримав ім'я Армас Ейнар Леопольд Ленбум, народився в Палтамо і був сьомим і наймолодшим син у родині з десяти дітей. Батько Лейно змінив своє прізвище з Мустонен на Ленбум для того, щоби просунутися у своїй кар'єрі.
Навчався у Гельсінському університеті.
Лейно опублікував свій перший вірш у 12 років, а в 18 вийшла збірка його віршів «Maaliskuun lauluja».

### Кар'єра письменника
На початку своєї кар'єри Ейно Лейно був дуже популярним і отримав високу оцінку критиків. Автор був членом літературного і газетного товариств, а також став членом Молодого фінського товариства. Друзями Лейно були актор Пекка Галонен та Отто Маннінен, які здобували популярність як поет і перекладач.
Після фінської громадянської війни Лейно втратив віру в національну єдність, і його вплив як журналіста і полеміста послабшав. Лейно надали пенсію від держави в 1918 році у віці сорока років. Хоча публікації з'являлися, він мав фінансові проблеми, стан здоров'я погіршився. «Життя — це завжди боротьба з вічною силою», йдеться в його листі, який він написав у 1925 році до свого друга Бертеля Гріпенберга.
Лейно опублікував понад 70 книг віршів та оповідань. Найвідоміші з них два вірші колекції «Helkavirsiä» (1903 і 1916), в яких він широко використовує фінську міфологію і фольклор. Крім того, Лейно був першою людиною в Фінляндії, яка переклала Данте «Божественну комедію» фінською мовою.
Лейно був одружений тричі та мав одну доньку на ім'я Гелка. Помер 1926 року у віці 47 років.

## Творчість
Ейно Лейно — автор поетичних збірок «Березневі пісні» (1896), «Сто й одна пісня» (1898), «З хвиль часу» (1899), «Священна весна» (1901), «Марево» (1902), «Пісні зелених свят» (т. 1, 1903, т. 2, 1916) та інших.
Діапазон поезії Ейно Лейно дуже широкий — від віршів громадянського звучання й філософських мотивів до пейзажної лірики й відображення інтимних почуттів і настроїв. Поет виступав також із сатиричними віршами.
Авторству Е. Лейно належать збірка оповідань «Метелики» (1903), романи «Туомас Вітікка» (1906), «Яна Рентю» (1907), тетралогія «Раб» (1911—13), автобіографічна повість «Ілюстрована книга мого життя» (1925, незакінчена) тощо.
Ейно Лейно відіграв велику роль у становленні фінського театру (збірка п'єс «Маски», 1905—11, драма «Сіль землі», 1911, цикл п'єс «Калевала на сцені», 1911, та інші).
Е. Лейно написав «Історію фінської літератури», чимало критичних статей.
З перекладів Лейно найважливіший — «Божественна комедія» Данте.

## Цікавий факт
У вірші «Українська легенда» (збірка «Смуток Шемейки», 1924) Ейно Лейно із захопленням висловився про українську народну пісню.
Вірш «Чолом, Україно!» переклав на українську Богдан Кентржинський, який містить усього простих 25 рядків і глибинний сенс, що спонукає серце читача прискорюватися, запалившися від натхненного подиху революційної свободи понад столітньої давнини. Як стверджують представники українського Центру дослідження Фінляндії, це духовне привітання крізь тисячі кілометрів Ейно Лейно написав 29 червня 1917 р. – за 6 днів по проголошенню І-го Універсалу Центральної Ради у Києві, – побажавши далеким однодумцям назавжди розірвати кайдани неволі.